# ساویانو
ساویانو (به ایتالیایی: Saviano) یک کومونه در ایتالیا است که در استان ناپل واقع شده‌است.

## خصوصیات
ساویانو ۱۳٫۸ کیلومترمربع مساحت و ۱۵٬۱۱۴ نفر جمعیت دارد.